# نخجیر، نخجوان
نخجیر (به ترکی آذربایجانی: Nahajir) یک منطقهٔ مسکونی در جمهوری آذربایجان است که در شهرستان جلفا واقع شده‌است. نخجیر ۵۱۴ نفر جمعیت دارد.